# Marcus Annius Flavius Libo
Marcus Annius Flavius Libo war ein römischer Politiker und Senator Anfang des 3. Jahrhunderts.
Libo war Patrizier und stammte aus Hispania Baetica. Sein Großvater Marcus Annius Libo war im Jahr 161 Suffektkonsul. Libo wurde 204 ordentlicher Konsul.